# مطار بول بيريم
مطار بول بيرم (إياتا: OTC، إيكاو: FTTL) هو مطار للاستخدام العام يقع بالقرب من بول، في إقليم لاك في تشاد.

## روابط خاررجية
- سجل مطار بول بيرم في Landings.com